# Fort Gaines
Fort Gaines település az Amerikai Egyesült Államok Georgia államában, Clay megyében, melynek megyeszékhelye is. Lakosainak száma 995 fő (2020. április 1.).

## Népesség
A település népességének változása:

| 2010 | 1 107 |
| 2020 | 995   |